# Amatlán de los Reyes

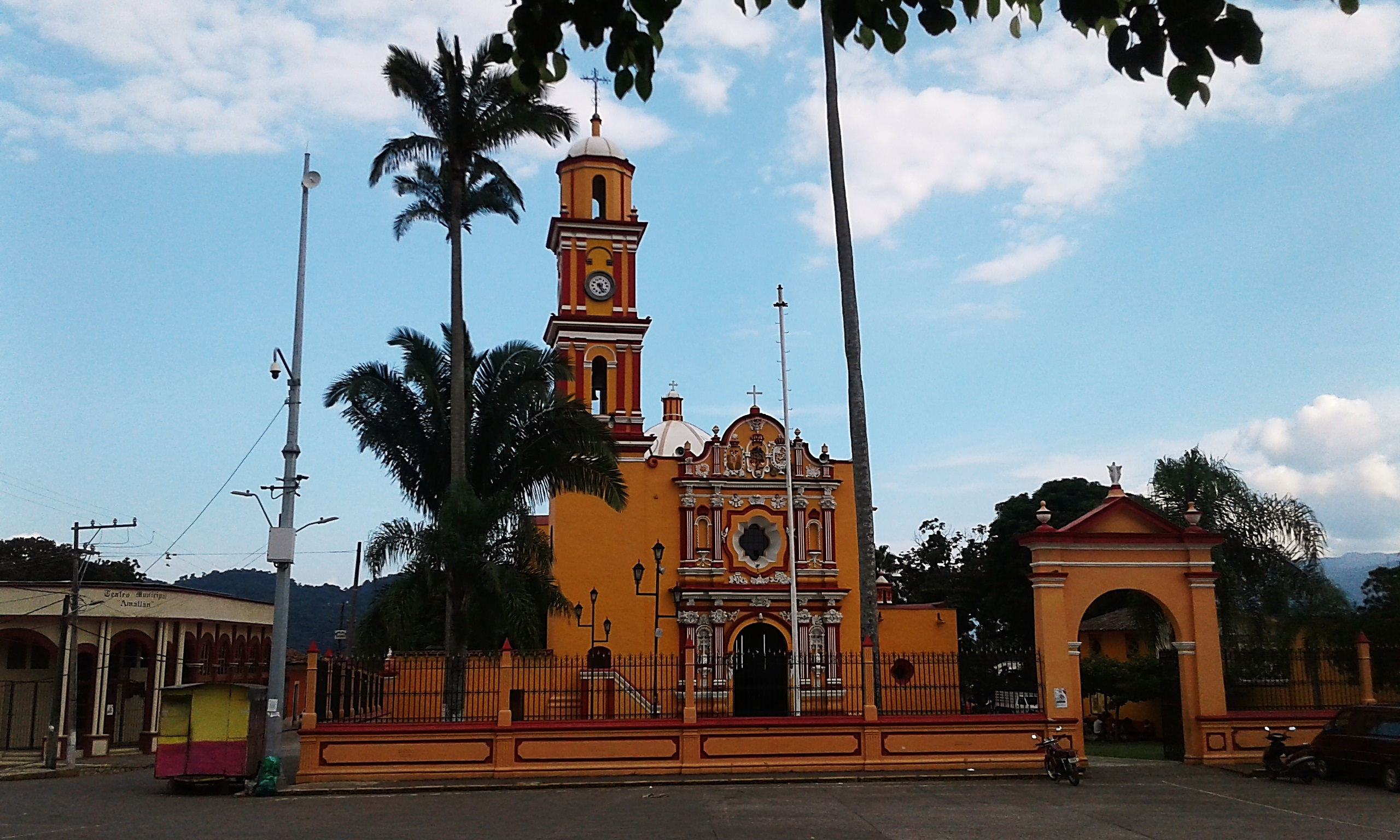
Parroquia de los Santos Reyes, Amatlán.

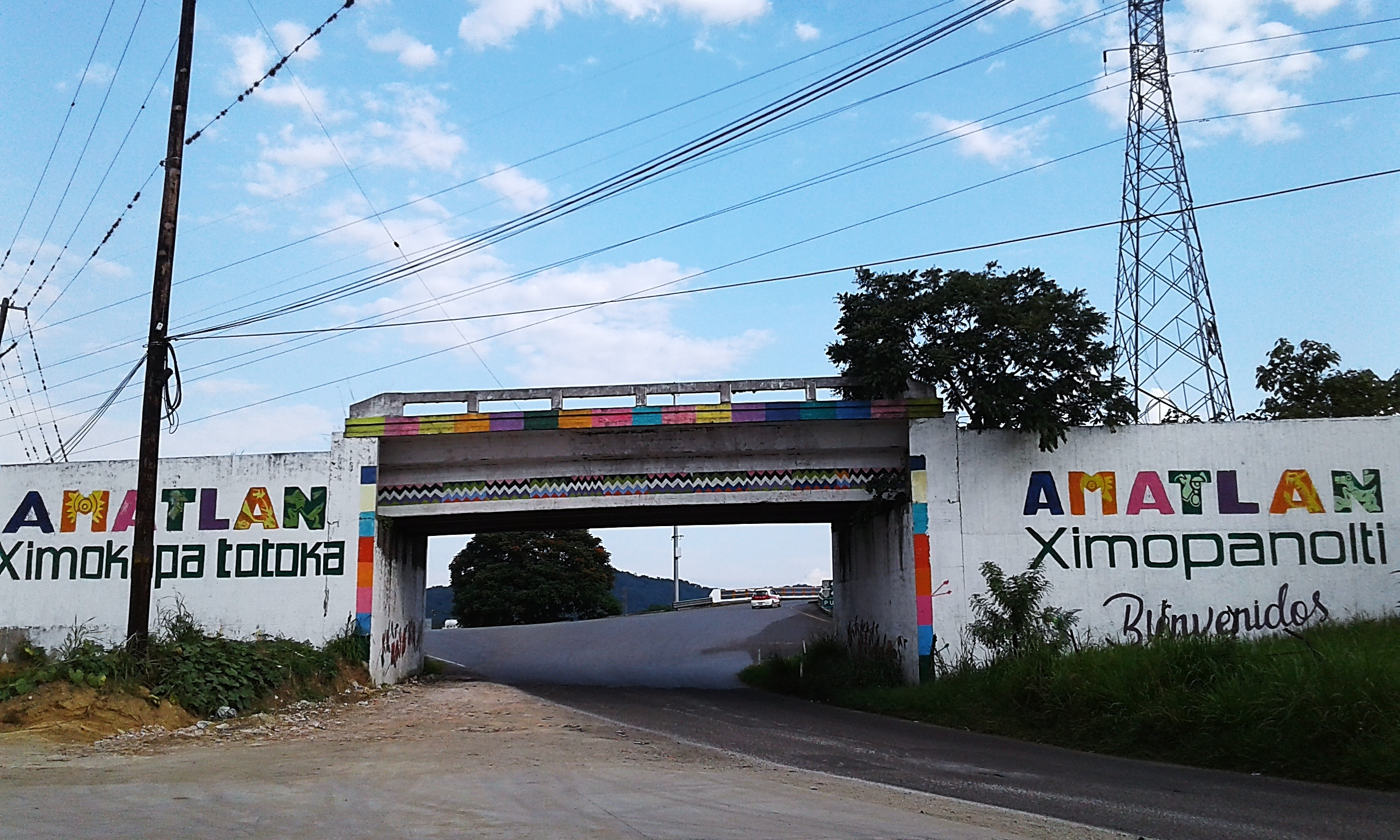
Entrada carretera a Amatlán (Boulevard Córdoba Amatlán)

 Amatlán de los Reyes  es una población del estado mexicano de Veracruz, es cabecera de uno de los 212 municipios del estado que lleva su mismo nombre y tiene su ubicación en la zona centro montañosa. 
Amatlán de los Reyes se encuentra ubicada en las coordenadas geográficas 18°51′00″N 96°54′53″O / 18.85000, -96.91472 y tiene una altitud de 740 metros sobre el nivel mar, está localizada en la zona central montañosa del estado de Veracruz, su principal vía de comunicación es la Carretera Federal 150 que tanto en carretera libre con en autopista pasa por la población y la una al oeste con las de Córdoba y Orizaba, y al este con el Puerto de Veracruz.
Su población de acuerdo al Censo de Población y Vivienda de 2010 realizado por el Instituto Nacional de Estadística y Geografía es de 9 123 personas, de las que 4 351 son hombres y 4 772 son mujeres.